# Elena Rivera
Elena Rivera Villajos (Zaragoza, 29 de agosto de 1992) es una actriz y cantante española, conocida principalmente por su papel de Karina Saavedra en la serie de televisión Cuéntame cómo pasó. Premio Ondas 2022.

## Biografía

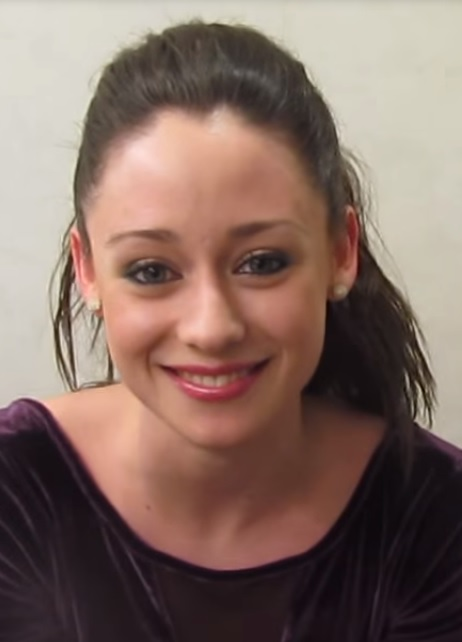
Elena Rivera en 2014

Es hija de Miguel Rivera, ferroviario, de origen extremeño, y de su esposa Ana Villajos, natural de Alcázar de San Juan (Ciudad Real). Tiene un hermano llamado Miguel Rivera Villajos, cuatro años mayor que ella. Asistió al colegio Obra Diocesana Santo Domingo de Silos, de Zaragoza.
Entre 1999 y 2000, participó en el concurso musical Menudas estrellas, de Antena 3, cantando por Paloma San Basilio, en el cual llegó a finalista.
En 2000, con ocho años, intervino con especial protagonismo en la Gala Musical del Fin de Año 2000, de Antena 3 (emitida el 31 de diciembre de 2000). Ese mismo año fue seleccionada para participar en la producción de numerosos programas musicales, entre los que se encuentra Noche de estrellas, para Antena 3.
En 2001, cantó a dueto con David Civera el tema del Festival de la Canción de Eurovisión: Dile que la quiero, en el programa Noche de estrellas de Antena 3. También participó en la Gala de Navidad de Antena 3: Jóvenes estrellas, junto a cantantes del momento como Carlos Baute, Tamara, Raúl, David Civera y Malú.
En 2002, participó en el programa musical de Antena 3: Se busca una estrella, donde se proclamó ganadora. Ello le permitió grabar en solitario un disco con temas inéditos seleccionados para ella y bautizado como Locos por el ritmo. También durante este año participó en otros dos discos: Se busca una estrella Vol. I y Vol. II.
En 2003, puso su voz a uno de los personajes en un proyecto educativo para una editorial sueca, con el fin de ser utilizada en un curso de español en Estocolmo. Además, el tema Encadenada al ordenador de su disco Locos por el ritmo, fue seleccionado para ilustrar musicalmente este curso de español. Este año, también participó en la edición de los discos: Blanco y Negro y Caribe Mix 2003, con el tema Encadenada al ordenador.
En 2005 y con tan solo 13 años, debutó como actriz en la serie de Televisión Española, Cuéntame como pasó, donde interpretó el papel de Karina hasta 2018.
En 2008 intervino y colaboró en el programa de La 1 de Televisión Española: Mueve tu mente. También puso su voz a diferentes temas musicales de la serie de dibujos animados: El ojo mágico.
A la vez que triunfa en su papel de Karina en la serie Cuéntame cómo pasó, entre otras participaciones, compagina esta faceta artística con sus estudio de Magisterio de Educación Infantil, en la Facultad de Educación de Zaragoza, su ciudad, que comenzó en septiembre de 2010. Según afirma ella:

«Porque en esto del 'artisteo' igual puedes estar arriba que abajo, y prefiero tener algo seguro. Siempre he soñado con ser maestra de niños pequeños. Y en ello estoy».

En 2011 comenzó a grabar la nueva serie de Antena 3: Los Quién, donde interpretó el papel de Chesca. La primera temporada de la serie empezó su emisión en mayo de 2011 y terminó en julio de 2011 no siendo renovada para una segunda temporada. En el año 2012, hizo aparición en la serie de la misma cadena: Toledo, donde interpretó el papel de Beatriz de Suma Carrera, dama de honor de la reina Violante de Aragón.

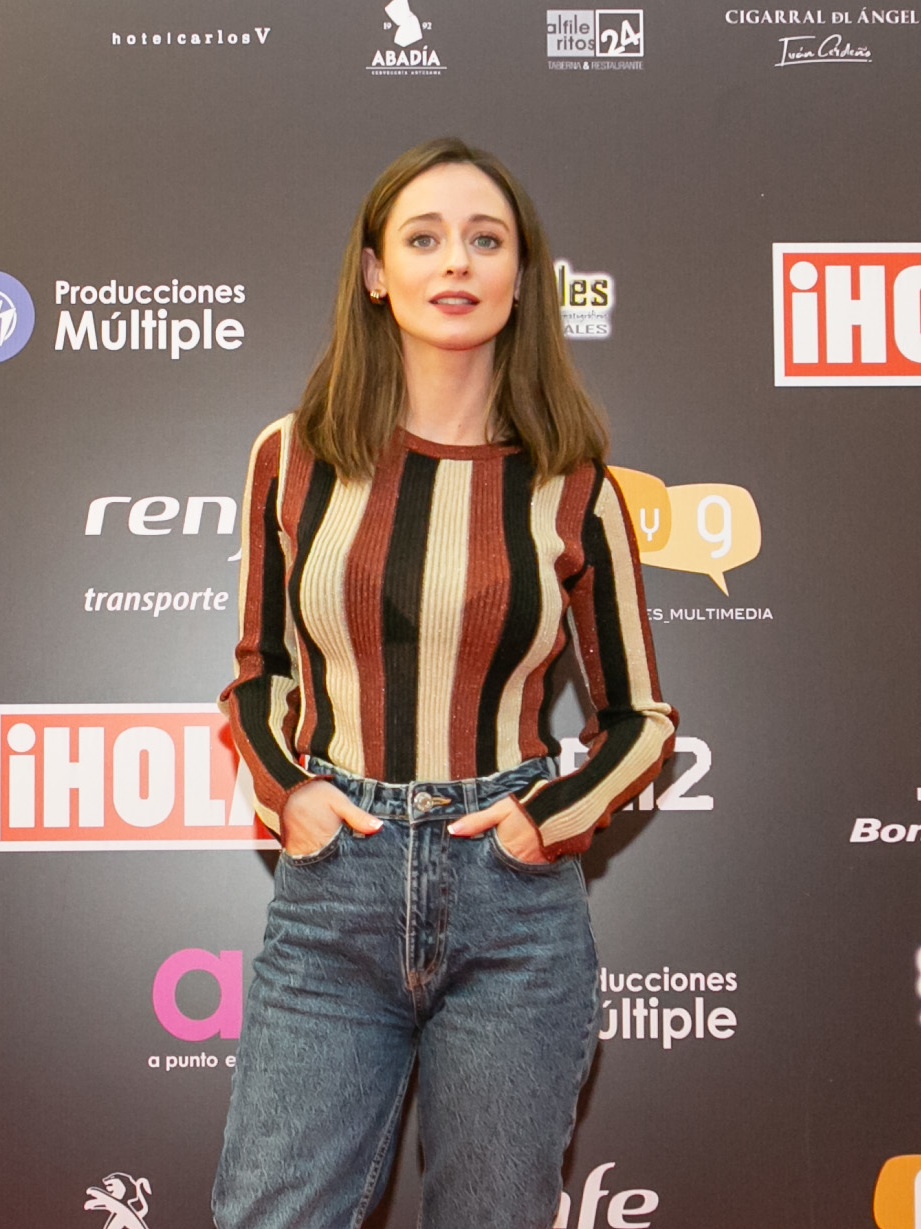
Elena Rivera en la XIII edición del Festival CiBRA en 2021

Su debut teatral fue en 2014 en el Teatro María Guerrero de Madrid, protagonizando junto con Alicia Hermida y Luisa Martín, la obra de teatro: El arte de la entrevista, de Juan Mayorga, donde interpretaba a Cecilia. En 2015 compaginó sus apariciones en la serie Cuéntame cómo pasó con una gira por todo el territorio nacional de dicha obra.
En 2015 participó en la película Perdiendo el Norte, la última comedia de Nacho G. Velilla, dando vida a Nuria. También protagonizó la película El dulce sabor a limón del director novel David Aymerich, junto a David Solans.
En noviembre de 2016 terminó el rodaje de la serie de Telecinco La verdad, thriller en el que comparte protagonismo junto a Jon Kortajarena y Lydia Bosch.
En 2017 participó como invitada en el programa de televisión de Antena 3: Tu cara me suena, interpretando a Miley Cyrus con la canción «Wrecking Ball». Ese mismo año apareció como actriz invitada en la tercera temporada de la serie de Televisión Española El ministerio del tiempo, donde interpretó a la Reina Margarita en un episodio centrado en la firma de la ratificación del Tratado de Londres entre España e Inglaterra de 1605.
En julio de 2017 se anunció el fichaje de la actriz para la serie diaria de sobremesa Servir y proteger, emitida en TVE.
En 2020 protagoniza Inés del alma mía la nueva serie de TVE junto con Eduardo Noriega. En mayo de 2020 se anuncia que será protagonista de Alba para Antena 3. En octubre de 2020 se anuncia que protagonizará la adaptación de Los herederos de la tierra para Netflix.

## Filmografía

### Cine
| Año  | Título                   | Personaje | Notas        |
| ---- | ------------------------ | --------- | ------------ |
| 2015 | Perdiendo el norte       | Nuria     |              |
| 2015 | Rewind                   | Elizabeth | Cortometraje |
| 2017 | El dulce sabor del limón | Ilena     |              |
| 2024 | Huir                     | Paula     | Cortometraje |

### Televisión
| Año             | Título                     | Personaje                                 | Notas        |
| --------------- | -------------------------- | ----------------------------------------- | ------------ |
| 1999–2000       | Menudas estrellas          | Ella misma                                | Participante |
| 2005–2018; 2023 | Cuéntame como pasó         | Karina Saavedra                           |              |
| 2008            | Mueve tu mente             | Ella misma                                | Colaboradora |
| 2011            | Los Quién                  | Francisca «Chesca» Gallego                |              |
| 2012            | Toledo, cruce de destinos  | Beatriz de Suma Carrera                   |              |
| 2017            | El Ministerio del Tiempo   | Margarita de Austria-Estiria              |              |
| 2017            | Servir y proteger          | Elena Ruiz Vallejo                        |              |
| 2018            | La verdad                  | Sara López Pascual / Paula García McMahon |              |
| 2020            | Inés del alma mía          | Inés Suárez                               |              |
| 2021            | Alba                       | Alba Llorens Vendrell                     |              |
| 2022            | Sequía                     | Daniela Yanes Torres                      |              |
| 2022            | Los herederos de la tierra | Caterina Llor                             |              |
| 2023            | Camilo Superstar           | Paloma San Basilio                        |              |
| 2025            | Perdiendo el juicio        | Amanda Torres Holgado                     |              |

### Teatro
| Año  | Título                                |
| ---- | ------------------------------------- |
| 2014 | El arte de la entrevista              |
| 2019 | La Vuelta de Nora – Casa de Muñecas 2 |

## Premios y nominaciones
Premios Ondas
| Año  | Categoría                            | Película                                  | Resultado |
| ---- | ------------------------------------ | ----------------------------------------- | --------- |
| 2022 | Mejor intérprete femenina de ficción | Sequía, Los herederos de la tierra y Alba | Ganadora  |

Premios Iris
| Año  | Categoría    | Película | Resultado |
| ---- | ------------ | -------- | --------- |
| 2022 | Mejor actriz | Sequía   | Ganadora  |

Premios Mim Series
| Año  | Categoría             | Película  | Resultado |
| ---- | --------------------- | --------- | --------- |
| 2018 | Mejor actriz de drama | La verdad | Ganadora  |

Festival Internacional de Cine de Almería (FICAL)
| Año  | Categoría                                        | Película                   | Resultado |
| ---- | ------------------------------------------------ | -------------------------- | --------- |
| 2022 | Mejor interpretación femenina en miniserie       | Los herederos de la tierra | Nominada  |
| 2022 | Mejor interpretación femenina en miniserie       | Sequía                     | Nominada  |
| 2021 | Mejor interpretación femenina en serie dramática | Alba                       | Ganadora  |
| 2021 | Mejor interpretación femenina en miniserie       | Inés del alma mía          | Nominada  |